# Tylophora augustiniana
Tylophora augustiniana är en oleanderväxtart som först beskrevs av Hemsley, och fick sitt nu gällande namn av William Grant Craib. Tylophora augustiniana ingår i släktet Tylophora och familjen oleanderväxter. Inga underarter finns listade i Catalogue of Life.